# Eulepidotis stella
Eulepidotis stella là một loài bướm đêm trong họ Erebidae.